# Sociedad Deportiva Erandio Club
La Sociedad Deportiva Erandio Club, chiamata comunemente Erandio, è una società calcistica con sede ad Erandio, nei Paesi Baschi, in Spagna. Gioca nella Tercera División, il quarto livello del campionato spagnolo.
Nonostante sia relegato nelle categorie minori, è considerato un club storico del calcio spagnolo, in quanto ha numerosi trascorsi nelle categorie nazionali ed una data di fondazione tra le più antiche. Il massimo livello raggiunto nel corso della sua storia è la Segunda División, in cui ha partecipato due volte, nelle stagioni 1939-1940 e 1949-1950.

## Stagioni
| Stagione | Categoria      | Posizione |
| -------- | -------------- | --------- |
| 1931/32  | 3ª             | 3°        |
| 1932/33  | 3ª             | 3°        |
| 1935/36  | Div. Regionale | —         |
| 1939/40  | 2ª             | 6°        |
| 1940/41  | 3ª             | 3°        |
| 1941/42  | Div. Regionale | —         |
| 1942/43  | Div. Regionale | —         |
| 1943/44  | 3ª             | 4°        |
| 1944/45  | 3ª             | 1°        |
| 1945/46  | 3ª             | 7°        |
| 1946/47  | 3ª             | 3°        |
| 1947/48  | 3ª             | 8°        |
| 1948/49  | 3ª             | 3°        |
| 1949/50  | 2ª             | 14°       |
| 1950/51  | 3ª             | 12°       |
| 1951/52  | 3ª             | 12°       |
| 1952/53  | 3ª             | 16°       |
| 1953/54  | 3ª             | 10°       |
| 1954/55  | 3ª             | 5°        |
| 1955/56  | 3ª             | 4°        |
| 1956/57  | 3ª             | 13°       |

| Stagione    | Categoria      | Posizione |
| ----------- | -------------- | --------- |
| 1957/58     | 3ª             | 7°        |
| 1958/59     | 3ª             | 9°        |
| 1959/60     | 3ª             | 12°       |
| 1960/61     | 3ª             | 12°       |
| 1961/62     | 3ª             | 8°        |
| 1962/63     | 3ª             | 10°       |
| 1963/64     | 3ª             | 8°        |
| 1964/65     | 3ª             | 12°       |
| 1965/66     | 3ª             | 11°       |
| 1966/67     | 3ª             | 9°        |
| 1967/68     | 3ª             | 10°       |
| 1968/69     | 3ª             | 11°       |
| 1969/70     | 3ª             | 14°       |
| 1970/71     | Div. Regionale | —         |
| 1971/72     | Div. Regionale | —         |
| 1972/73     | Div. Regionale | —         |
| 1973/74     | 3ª             | 20°       |
| dal 1974-75 | Div. Regionale | —         |
| al 1977-78  | Div. Regionale | —         |
| 1978/79     | 3ª             | 7°        |
| 1979/80     | 3ª             | 6°        |

| Stagione    | Categoria           | Posizione |  |
| ----------- | ------------------- | --------- |  |
| 1980/81     | 3ª                  | 1°        |  |
| 1981/82     | 2ªB                 | 7°        |  |
| 1982/83     | 2ªB                 | 18°       |  |
| 1983/84     | 2ªB                 | 17°       |  |
| 1984/85     | 2ªB                 | 20°       |  |
| 1985/86     | 3ª                  | 7°        |  |
| 1986/87     | 3ª                  | 13°       |  |
| 1987/88     | 3ª                  | 19°       |  |
| dal 1988-89 | Div. Regionale      | —         |  |
| al 1991-92  | Div. Regionale      | —         |  |
| 1992/93     | 3ª                  | 15th      |  |
| 1993/94     | 3ª                  | 20th      |  |
| dal 1994-95 | Div. Regionale      | —         |  |
| al 2004-05  | Div. Regionale      | —         |  |
| 2005/06     | División de Honor   | 10°       |  |
| 2006/07     | División de Honor   | 17°       |  |
| 2007/08     | Regional Preferente | 5°        |  |
| 2008/09     | Regional Preferente | 5°        |  |

| Stagione | Categoria           | Posizione |
| -------- | ------------------- | --------- |
| 2009/10  | Regional Preferente | 9°        |
| 2010/11  | Regional Preferente | 2°        |
| 2011/12  | División de Honor   | 11°       |
| 2012/13  | División de Honor   | 5°        |
| 2013/14  | División de Honor   | 2°        |
| 2014/15  | 3ª                  | -         |

## Tornei nazionali
- 2ª División: 2 stagioni
- 2ª División B: 4 stagioni
- 3ª División: 39 stagioni